# エレクトラ (リヒャルト・シュトラウス)
『エレクトラ』（原題（独語)）：Elektra ）作品58は、リヒャルト・シュトラウスが1906年から1908年にかけて作曲した1幕のオペラ。台本はフーゴ・フォン・ホーフマンスタールによるが、シュトラウスとホーフマンスタールのコンビによるオペラの第1作でもある。なお「フーゴ・フォン・ホーフマンスタールによる1幕の悲劇」という副題がシュトラウスによって付けられた。

## 概要
フーゴ・フォン・ホーフマンスタールの台本による最初のオペラ。台本はソフォクレスのギリシア悲劇『エレクトラ』を元にしているが、異なる物として書かれている。
前作のオペラ『サロメ』と似た題材である事は作曲者も脚本家も分かっていたが、当時ホーフマンスタールに他の題材がなかった点と、シュトラウスがホーフマンスタールの台本による『エレクトラ』の舞台を観て、オペラの台本として適していると判断したため作曲へと至ったものである。音楽は『サロメ』よりも規模が大きくなったオーケストラを駆使した作品に仕上がっている。そのため『エレクトラ』の音楽は複雑で、かつ楽器奏者や歌手にとっては演奏困難なものとして認知されている。
多重和音と解釈されるエレクトラ和音（Elektra chord, E-H-D♭-F-A♭）などを駆使し、シュトラウスの作品の中では最も無調に近づいた作品であるが、本作以降シュトラウスはモダニズムからは離脱することとなる。

## 作曲の経緯

### ホーフマンスタールとの出会い
シュトラウスとホーフマンスタールが初めて顔を合わせたのは、作曲の6年前の1900年の3月下旬までに遡る。この時期のシュトラウス（当時36歳）は自作の『英雄の生涯』を指揮するためパリに滞在していたが、この時に2人は初めて顔を合わせている。ただしホーフマンスタールは数年ほど前から協力を望んでおり、そのために手紙を何通か送っていたりしたが、シュトラウスはこの手紙を黙殺していた。
ホーフマンスタールはまずバレエ音楽で協力しようと話を持ちかけ、前年の11月に完成させたばかりのバレエ音楽の台本をシュトラウスに渡した。シュトラウスはこの台本の内容に興味を示したが、オペラ『火の危機』（完成は1901年）の作曲中であったことを考慮して、バレエ音楽ではなくオペラでの協力を希望したという。この出会い以降、2人は親交を結び、オペラについての手紙のやり取りを行うことになる。

### 台本
シュトラウスと出会った頃から、ホーフマンスタールはオペラ化を念頭にして書いていたいくつかの台本のうちの一つ『エレクトラ』を完成させている。『エレクトラ』の台本はソフォクレスのギリシャ悲劇を根底に、異なるものとして書き上げている。この劇は1903年の10月6日にベルリンの小劇場で初演されているが、この時はシュトラウスも観劇に来ており、オペラ化の可能性を見出したといわれる。もっとも、シュトラウスは学生時代の1881年にソフォクレスの『エレクトラ』のための合唱曲（AV.74）を作曲した経験があり、この『エレクトラ』の台本に関心を示していた。
台本の作成は作曲の着手と同時に行われ、台本の最終稿が届いたのは、総譜を一通り完成させた1908年6月のことであった。

### 作曲
オペラ『サロメ』を完成させた直後の1906年に作曲に着手し、ホーフマンスタールと相談しながら準備を進めた。1907年末にはオペラの結末についての議論がなされている。1908年6月にガルミッシュの山荘で総譜を一通り完成させたのち、9月22日に全体を完成させた。

## 初演
1909年1月25日にドレスデン宮廷歌劇場で、エルンスト・フォン・シューフの指揮で行われ、演出はゲオルク・トラー（ヴィリ・ヴィルクとも）が担当した。評判は賛否両論に分かれたが、初演後は各地で上演されるようになった。

## 編成
116名必要で、当時のオペラではワーグナーの『ニーベルングの指環』の108人を凌いでクラリネット8人・トランペット7人を含む最大級の編成だった。
- 木管楽器

ピッコロ1（4番フルートに持ち替え）、フルート3（3番は2番ピッコロに持ち替え）、オーボエ2、イングリッシュホルン 1（3番オーボエに持ち替え）、ヘッケルフォーン1、E♭管クラリネット1、B♭管／A管クラリネット4、バセットホルン2、バスクラリネット（B♭管）1、ファゴット3、コントラファゴット1
- 金管楽器

ホルン4、B♭管テナーチューバ（ワーグナーチューバ ）2（5番・6番ホルンに持ち替え）、F管テナーチューバ（ワーグナーチューバ ）2（7番・8番ホルンに持ち替え）、トランペット6、バストランペット1、トロンボーン3、コントラバストロンボーン1、バスチューバ1
- 打楽器

ティンパニ（2人）、タムタム、シンバル、大太鼓、小太鼓、タンブリン、トライアングル、グロッケンシュピール、カスタネット2対
- その他

チェレスタ（任意）、ハープ2
- 弦楽器

第1ヴァイオリン（8人）、第2ヴァイオリン（8人）、第3ヴァイオリン（8人）、第1ヴィオラ（第4ヴァイオリンに持ち替え）（6人）、第2ヴィオラ（6人）、第3ヴィオラ（6人）、第1チェロ（6人）、第2チェロ（6人）、コントラバス（8人）
なお、第1ヴィオラは第4ヴァイオリンとして全員持ち替えだが、実際は第2ヴァイオリン奏者が当たる

## 登場人物
| 人物名                       | 声域                           | 役                         | 1908年の初演者 （指揮:エルンスト・フォン・シューフ）                                                                                |
| ---------------------------- | ------------------------------ | -------------------------- | --- |
| エレクトラ                   | ソプラノ                       | 王アガメムノンの娘         | アニー・クルル (en:Annie Krull) |
| クリソテミス                 | ソプラノ                       | エレクトラの妹             | マルガレーテ・ジームス (Margarethe Siems)                                                                                           |
| クリテムネストラ             | メゾソプラノ                   | 母親、アガメムノンの未亡人 | エルネスティーネ・シューマン＝ハインク (Ernestine Schumann-Heink)                                                                   |
| オレスト                     | バリトン                       | アガメムノンの息子         | カール・ペロン (Karl Perron) |
| エギスト                     | テノール                       | クリテムネストラの不倫相手 | Johannes Sembach |
| オレストの老僕               | バス                           | 守り役                     | Julius Puttlitz |
| クリテムネストラの腹心の侍女 | ソプラノ                       |                            | Gertrud Sachse |
| クリテムネストラの裾持ち     | ソプラノ                       |                            | Elisabeth Boehm von Endert |
| 若い召使い                   | テノール                       |                            | Fritz Soot |
| 老いた従者                   | バス                           |                            | Franz Nebuschka |
| 5人の侍女                    | 2ソプラノ アルト 2メゾソプラノ |                            | Franziska Bender-Schäfer(第1の侍女) Magdalene Seebe(第2の侍女) Irma Tervani(第3の侍女) Anna Zoder(第4の侍女) Minnie Nast(第5の侍女) |
| その他:召使いの男女          |                                |                            | |

## 演奏時間
全曲のカット無しで約1時間45分。

## あらすじ
時と場所:古代ギリシャのミケーネ城
アガメムノン王とその妻クリテムネストラとの間に生まれた娘エレクトラ。王が遠征中の間に妻はエギストと不倫関係になり、2人は王が帰ると浴室で王を殺害する。エレクトラは王である父親の仇を討つことを決意する。
4小節の強烈な音楽で幕が上がる。宮殿の下女たちがエレクトラの挙動について噂話をしている。エレクトラのもとに妹のクリソテミスが来ると、その挙動を続ければいずれ幽閉されるだろうと告げ、エレクトラに復讐を止めるよう説得する。その後に母親のクリテムネストラが従者とともに現れる。良心のとがめで疲労し、不眠と悪夢にうなされて悩むクリテムネストラはエレクトラに助けを求める。エレクトラは復讐を秘めた謎の予言をクリテムネストラに告げ、さらに弟オレストの行方を詰問する。そこに侍女がクリテムネストラに駆け寄って耳打ちすると、急いでその場から帰って行く。クリソテミスはオレストが馬に蹴られて死んだことを告げると、エレクトラはともに復讐を果たそうとクリソテミスに協力を求めるが、気の弱い妹は慄いて逃げて行く。
一人で復讐を遂げることを決意したエレクトラは、戸口の側の地面に埋めておいた、アガメムノン殺害に使われた斧を掘り出していると、男が現れる。現れたのは死んだはずの弟のオレストであった。オレストの死は一種の計画だったのである。オレストは宮殿に侵入し、母クリテムネストラの寝室へ忍び込む。やがてクリテムネストラの断末魔が響き、何も知らないエギストが現れると松明をかざすエレクトラは彼を宮殿へ導き、助けを求めるエギストをその場で殺害する。
復讐が果たされたエレクトラは狂喜乱舞してその場に倒れ、動かなくなる。妹のクリソテミスは扉を叩きながらオレストを呼び続けるうちに幕となる。

## 日本語訳
- 「エレクトラ」、『ホーフマンスタール選集4　戯曲』 飯吉光夫訳、河出書房新社、1973年。

## 参考資料
- 『作曲家別名曲解説ライブラリー9 R.シュトラウス』（音楽之友社）
- 『最新名曲解説全集20 歌劇3』（音楽之友社）
- 『新グローヴ オペラ事典』（スタンリー・セイデイ著,白水社）
- 『オペラ名曲百科（下）』（永竹由幸著,音楽の友社）